# Kölburg (Monheim)
Kölburg ist ein Gemeindeteil der Stadt Monheim im Landkreis Donau-Ries (Regierungsbezirk Schwaben, Bayern).

## Geographie
Das Kirchdorf liegt etwa 3 km südlich von Monheim.

## Geschichte
Kölburg ist als eine Rodungssiedlung des Benediktinerinnenklosters Monheim um 1200 und durch eine Teilrodung des Klosters Kaisheim im 13. Jahrhundert entstanden. Urkundlich erwähnt wurde es erstmals 1293 als Kolburch.
Die bis dahin selbständige Gemeinde wurde am 1. Mai 1978 in die Stadt Monheim eingemeindet.

## Baudenkmäler

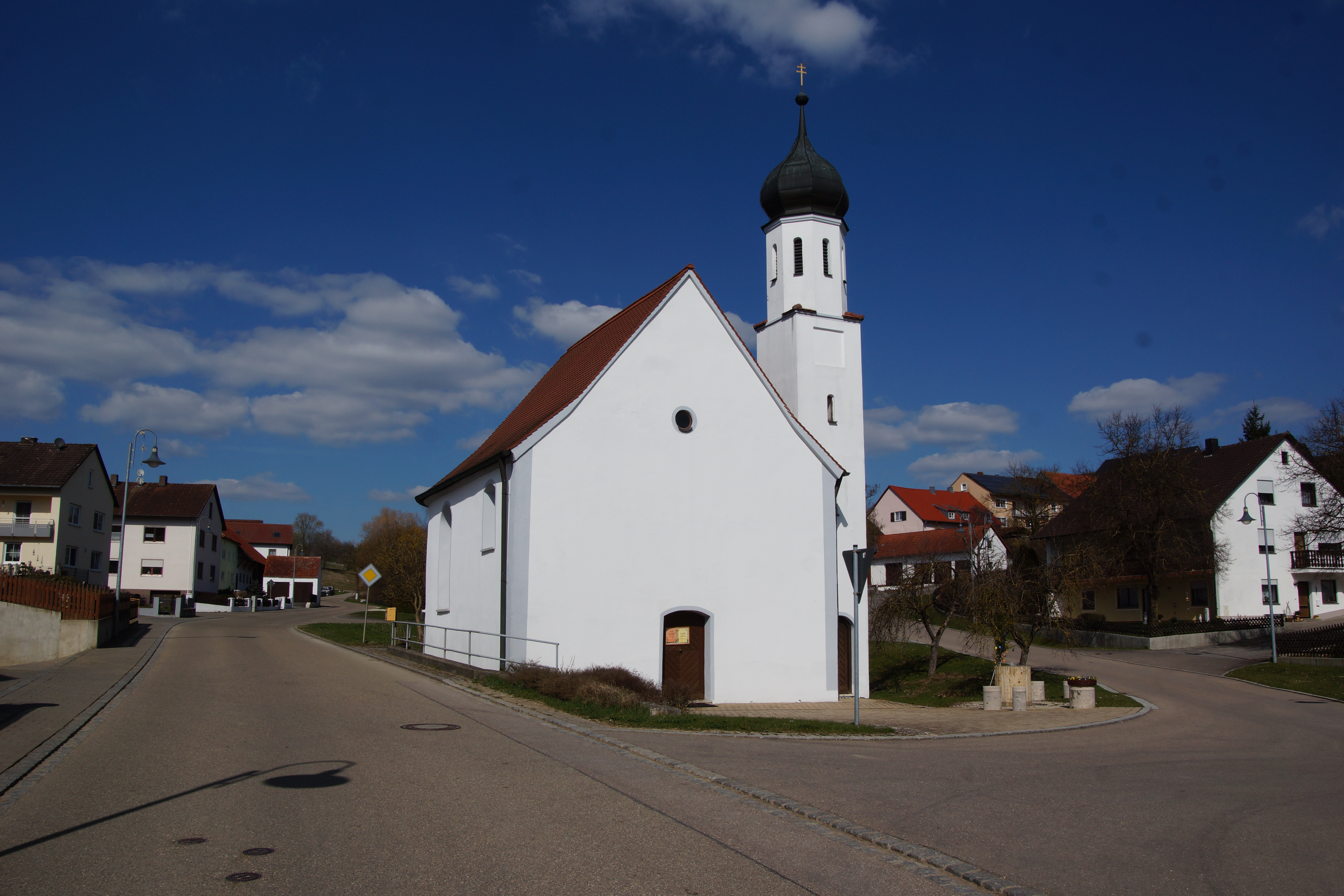
Kölburg – Ortskapelle St. Apollonia

In die Denkmalliste sind vier Gebäude in Kölburg eingetragen, darunter die 1769 errichtete Katholische Kapelle St. Apollonia.

## Politik
Ortssprecher ist der Stadtrat Jürgen Eitel (Monheimer Umland Liste – MUM).